# Surintendant (christianisme)
Pour les articles homonymes, voir Surintendant.
Un surintendant (superintendentus en latin) est le titre attribué à une personne qui est dirigeant d'une confession chrétienne au niveau régional ou national dans certains mouvements protestants ou évangéliques.

## Luthéranisme
Ce titre est utilisé dans le luthéranisme depuis 1527 pour les pasteurs dirigeants d'une confession au niveau régional .

## Méthodisme
En 1784, le titre de surintendant a été adopté dans les églises méthodistes à la place du titre évêque, au niveau régional.

## Christianisme évangélique
Dans certaines confessions évangéliques, le titre est utilisé, comme les Assemblées de Dieu depuis 1914, au niveau régional et national .